# Per Savilahti-Nagander
Per Roland Savilahti-Nagander, född 22 april 1985 i Luleå, är en svensk före detta professionell ishockeyspelare (back).
Som ishockeyspelare var han en storväxt och placeringssäker defensiv back, som även sköt hårda skott och ibland kunde hamna i slagsmål på isen.
2015 vann han Champions Hockey League-titeln med Luleå HF.

## Klubbar
- Luleå HF (junior och A-lag) 2002-2008, 2014-2015
  -  Piteå HC (lån) 2004-2005
  -  IF Björklöven (lån) 2006-2007
- AIK 2008-2010
- SaiPa 2010-2014, 2015-
  -  Mikkelin Jukurit (lån) 2010-2011
  -  TPS (lån) 2016-2017
- Herlev Eagles 2018-2019
- Bodens HF 2019-2020